# Euphylidorea globulifera
Euphylidorea globulifera är en tvåvingeart som först beskrevs av Alexander 1941.  Euphylidorea globulifera ingår i släktet Euphylidorea och familjen småharkrankar. Inga underarter finns listade i Catalogue of Life.